# Geum involucratum
Geum involucratum är en rosväxtart som beskrevs av Antoine Laurent de Jussieu och Christiaan Hendrik Persoon. Geum involucratum ingår i släktet nejlikrotsläktet, och familjen rosväxter. Inga underarter finns listade i Catalogue of Life.